# 下谷政弘
下谷 政弘（しもたに まさひろ、1944年10月26日 - 2022年11月14日）は、日本の経済学者。専門は日本経済論・日本経済史・企業組織理論・持株会社論。経済学博士（京都大学）。住友史料館館長、前福井県立大学学長、京都大学名誉教授。

## 生涯
石川県金沢市出身。1963年金沢二水高等学校（第15期）・1968年金沢大学法文学部卒業、1971年京都大学大学院経済学研究科修士課程修了。1976年京都大学大学院経済学研究科博士課程単位取得退学。
1974年 大阪経済大学経営学部講師 、1977年  大阪経済大学経営学部助教授、1980年 京都大学経済学部助教授、1980年 経済学博士（京都大学）『日本化学工業史論 : 戦前化学企業の多角的展開についての研究』、1987年 同教授、1997年  京都大学大学院経済学研究科教授、1999年 ～2000年 ハーバード大学招聘教授、2002年 ～2004年 京都大学大学院経済学研究科長・経済学部長、2008年  京都大学定年退職、福井県立大学経済学部教授、2010年  第4代福井県立大学学長(2010.4.1～2016.3.31)。
2022年11月14日 - 急性心不全のため滋賀県大津市の病院で死去。78歳没。

## 著作
- 日本化学工業史論―戦前化学企業の多角的展開についての研究 - 御茶の水書房(1982/6)
- 現代日本の企業グループ―「親・子関係型」結合の分析（共著）- 東洋経済新報社(1987/9)
- 戦時日本経済の研究（共著）-　晃洋書房(1992/8)
- 現代日本の企業グループ―「親・子関係型」結合の分析（共著）- 東洋経済新報社(1987/9)
- 日本の系列と企業グループ―その歴史と理論 - 有斐閣(1993/11)
- 持株会社解禁―独禁法第九条と日本経済 (中公新書) - 中央公論社(1996/12)
- 松下グループの歴史と構造―分権・統合の変遷史 - 有斐閣(1998/12)
- 持株会社の時代 - 有斐閣(2006/6)
- 新興コンツェルンと財閥―理論と歴史 - 日本経済評論社(2008/3)
- 東アジアの持株会社 (MINERVA人文・社会科学叢書) - ミネルヴァ書房(2008/5)
- 持株会社と日本経済 - 岩波書店(2009/6)